# TTL-експонометр

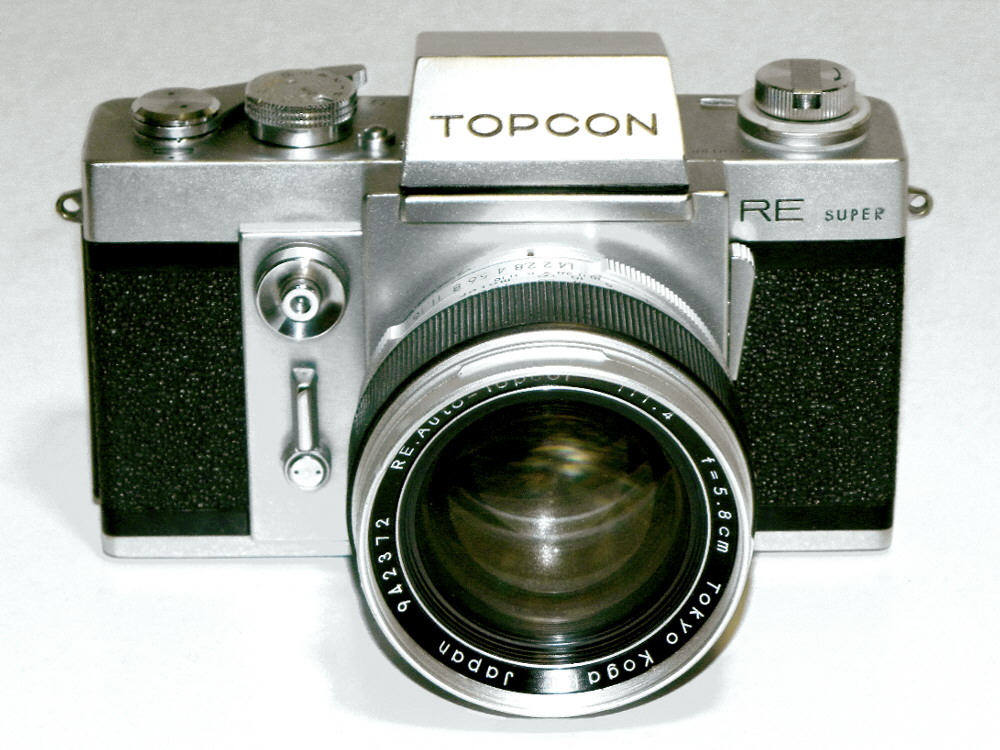
Перший в світі фотоапарат з TTL-експонометром «Topcon RE-Super» (1963)

TTL-експонометр (англ. Through the lens, TTL: «крізь об'єктив») — різновид вбудованного експонометра, що вимірює яскравість сцени через знімальний об'єктив фотоапарата чи кінокамеру.
В радянській фотографічній літературі певний час використовувався термін «внутрішнє світловимірювання», що позначалося відповідною абревіатурою «ВС», як то в назві фотоапарата «Зенит-15 ВС». Однак надалі це означення витіснене міжнародним терміном TTL.
Застосовується для визначення правильної експозиції, головним чином в однооб'єктивних дзеркальних фотоапаратах та кінокамерах з дзеркальним обтюратором, проте може використовуватися і з іншими типами видошукача. У порівнянні з експонометрами, оснащеними зовнішнім фотоелементом, головною перевагою такого принципу вимірювання вважається його висока точність, що досягається за рахунок автоматичного обліку більшості факторів, які впливають на експозицію, у тому числі кратності застосованих світлофільтрів, ефективної світлосили об'єктива, його кута огляду, висування об'єктива та інших обставин. До недоліків TTL-експонометра відносять неможливість вимірювання безпосередньо в момент фотозйомки при піднятому дзеркалі, що має значення при автоматичному керуванні експозицією і вносить помилки при швидких змінах освітленості.